# Turbonilla magnifica
Turbonilla magnifica is een slakkensoort uit de familie van de Pyramidellidae. De wetenschappelijke naam van de soort is voor het eerst geldig gepubliceerd in 1879 door Seguenza G..